# Uta Hengelhaupt
Uta Hengelhaupt (ur. 1954) – niemiecka historyk, profesor, wykładowca Europejskiego Uniwersytetu Viadrina we Frankfurcie nad Odrą, specjalista z dziedziny ochrony zabytków.
Studiowała historię sztuki, historię i archeologię w Bochum i w Würzburgu. Od 1998 kierowała Katedrą Ochrony Europejskiego Dziedzictwa Kulturowego (European Cultural Heritage) na Europejskim Uniwersytecie Viadrina. Obecnie aktywna w projekcie "Genuss-Region Oberfranken".

## Publikacje (wybór)
- Uta Hengelhaupt, Conrad von Soest: der Wildunger Altar in seinem Verhältnis zur westfälischen Malerei des 14. und 15. Jahrhunderts, 1980.
- Uta Hengelhaupt/ Dorothee Schmidt-Breitung: Der mittelalterliche Bildzyklus in der Sakristei der Beeskower Marienkirche, 2007.
- Uta Hengelhaupt, Exemplum Virtutis: Überlegungen zu Entstehung und Ausstattung der Festsäle in den Zisterzienserklöstern Ebrach und Bronnbach, 2006.
- Uta Hengelhaupt, Dieter Komma: Regensburg, Bayerisches Landesamt für Denkmalpflege, 1990.
- Sebastian Preiss/ Uta Hengelhaupt/ Sylwia Groblica/ Almut Wille/ Dominik Oramus: Słubice. Historia - topografia - rozwój, Słubice 2003.
- Uta Hengelhaupt, Splendor und Zier: Altarbau und kirchliche Innenausstattung im Hochstift Würzburg zwischen 1680 und 1720, Schnell & Steiner, 2008.